# Kamil Górny
Kamil Górny (ur. 20 września 1989) – polski hokeista, reprezentant Polski.

## Kariera
- JKH GKS Jastrzębie (2006-2016)
- GKS Tychy (2016-2019)
- JKH GKS Jastrzębie (2019-)

Wychowanek JKH GKS Jastrzębie. W kwietniu 2013 przedłużył umowę o trzy lata. Od maja 2016 zawodnik GKS Tychy. Pod koniec kwietnia 2019 ponownie został zawodnikiem JKH.
W barwach reprezentacji Polski do lat 18 uczestniczył w turnieju mistrzostw świata juniorów do lat 18 w 2007 (Dywizja I). W barwach reprezentacji Polski do lat 20 uczestniczył w turnieju mistrzostw świata juniorów do lat 20 w 2008 (Dywizja I). W barwach seniorskiej kadry Polski uczestniczył w turniejach mistrzostw świata edycji 2013 (Dywizja IB), 2018 (Dywizja IA), 2022 (Dywizja IB), 2023 (Dywizja IA), 2024 (Elita).

## Sukcesy
Reprezentacyjne
- Awans do mistrzostw świata I Dywizji Grupy A: 2022
- Awans do mistrzostw świata Elity: 2023

Klubowe
- Puchar Polski: 2012 z JKH GKS Jastrzębie, 2016, 2017 z GKS Tychy, 2019, 2021 z JKH GKS Jastrzębie
- Srebrny medal mistrzostw Polski: 2013, 2015 z JKH GKS Jastrzębie, 2017 z GKS Tychy
- Brązowy medal mistrzostw Polski: 2014, 2020[5], 2022, 2025 z JKH GKS Jastrzębie
- Finał Superpucharu Polski: 2017 z GKS Tychy
- Złoty medal mistrzostw Polski: 2018, 2019 z GKS Tychy, 2021 z JKH GKS Jastrzębie
- Superpuchar Polski: 2018 z GKS Tychy, 2020, 2021 z JKH GKS Jastrzębie
- Puchar Wyszehradzki: 2020 z JKH GKS Jastrzębie
- Finał Pucharu Polski: 2023, 2024 z JKH GKS Jastrzębie